# Szpieg, który przyszedł z zimnej strefy
Szpieg, który przyszedł z zimnej strefy, Szpieg, który wyszedł z zimna lub Ze śmiertelnego zimna (ang. The Spy Who Came In from the Cold) – brytyjski film sensacyjny z okresu zimnej wojny z 1965 roku w reżyserii Martina Ritta. Adaptacja powieści Johna le Carré pod tym samym tytułem.

## Opis fabuły
Brytyjskie służby wywiadowcze planują przeprowadzenie prowokacji wywiadowczej, której celem jest skompromitowanie asa wschodnioniemieckich służb specjalnych nazwiskiem Mundt, jako agenta brytyjskiego wywiadu. Planują w tym celu posłużyć się jednym z najlepszych swoich agentów, „specem” od spraw niemieckich – Alekiem Leamasem. Misternie przeprowadzona intryga ma na celu przedstawić Leamasa jako wyrzuconego z MI6, sfrustrowanego agenta i alkoholika, który po wyjściu z więzienia, pałając żądzą pieniędzy jest gotów sprzedać swoją wiedzę enerdowskim służbom wywiadowczym. Misterny plan się udaje – Leamas nawiązuje udany kontakt z rezydentami wywiadu NRD w Wielkiej Brytanii i za obietnicę 1500 dolarów w zamian za posiadane informacje zostaje przerzucony do Holandii. Dobrze zorientowani Brytyjczycy wiedzą, że w strukturach wschodnioniemieckich służb wywiadowczych toczy się swoista walka o wpływy pomiędzy dwoma wyższymi funkcjonariuszami służb wywiadowczych – Mundtem a Fiedlerem i to właśnie temu drugiemu zostaje „podrzucony” jako zdradziecki agent Leamas. Początkowo wszystko przebiega zgodnie z planem – Leamas po krótkiej weryfikacji w Holandii zostaje szybko przerzucony do NRD, gdzie Fiedler postanawia użyć go jako głównego świadka oskarżenia o zdradę przeciwko Mundtowi. Jednak ani brytyjski wywiad, ani Fiedler nie doceniają przebiegłości Mundta, który na procesie przed trybunałem ludowym powołuje na świadka przybyłą z Anglii dziewczynę Leamasa – Nan. Jest to prosta bibliotekarka, naiwna członkini brytyjskiej partii komunistycznej, która zjawia się w sądzie na zaproszenie enerdowskiej partii, nieświadoma swojej roli. Jej szczere zeznania demaskują Leamasa jako autentycznego agenta MI6, a on sam pragnąc oszczędzić ukochaną przyznaje się do swojej podwójnej roli. Mundt zostaje oczyszczony z zarzutów, a Fiedler aresztowany. Los Leamasa i Nan wydaje się być przesądzony, jednak nieoczekiwanie Mundt obydwojgu ułatwia ucieczkę z aresztu. Leamasowi całą sytuację wyjaśnia swoją rzeczywistą współpracą z Brytyjczykami. Leamas i Nan docierają do muru berlińskiego, gdzie według wskazówek agenta Mundta mają odnaleźć bezpieczne przejście na zachodnią stronę. Tu okazuje się, że za swoją naiwną wiarę w słowa Mundta przyjdzie im drogo zapłacić. Podczas przechodzenia przez mur, obydwoje giną od zdradzieckich kul agenta Mundta.

## Obsada aktorska
- Richard Burton – Alec Leamas
- Claire Bloom – Nan Perry
- Oskar Werner – Fiedler
- Sam Wanamaker – Peters
- George Voskovec – adwokat Mundta
- Rupert Davies – George Smiley
- Cyril Cusack – „kontroler”
- Peter van Eyck – Mundt
- Michael Hordern – Ashe
- Robert Hardy – Dick Carlton
- Bernard Lee – Patmore
- Beatrix Lehmann – przewodnicząca ludowego trybunału
- Esmond Knight – członek trybunału ludowego
- Tom Stern – agent CIA
- Niall MacGinnis – strażnik na punkcie kontrolnym „Charlie”
- George Mikell – strażnik na punkcie kontrolnym „Charlie”
- Scott Finch – agent Mundta
- Anne Blake – miss Crail
- Richard Marner – kapitan Vopo
- Warren Mitchell – pan Zanfrello
- Steve Plytas – członek trybunału ludowego
- Richard Caldicot – pan Pitt
- Nancy Nevinson – pani Zanfrello
- Michael Ripper – pan Lofthouse

i inni.

## O filmie

### Odbiór
Film spotkał się z życzliwym przyjęciem widzów i krytyków zarówno w Europie jak i za oceanem. Był sukcesem kasowym – przyniósł ponad siedem i pół miliona dolarów zysku. Został wręcz obsypany nagrodami, spośród których warto wymienić dwie nominacje do Oscara, sześć nagród BAFTA i Złoty Glob.
W Stanach Zjednoczonych film znalazł się w pierwszej dziesiątce hitów kasowych roku 1966. Krytycy czołowych pism amerykańskich tego okresu chwalili go za scenariusz, reżyserię i aktorstwo. Zwłaszcza spodobało się im zupełnie nowatorskie podejście twórców filmu do jego fabuły, opartej nie na typowych dla filmów tego gatunku bohaterskich i skrytych działaniach głównych bohaterów, ale na ich emocjonalnych przeżyciach. Według nich, czyniło to obraz Ritta „realistycznym i wiarygodnym” (The New York Times), „doskonałym dramatem szpiegowskim okresu zimnej wojny” (Variety), „absorpującym obrazem” (The Washington Post), którego zakończenie „pozostawia nas w ogromnej depresji” (Los Angeles Times).
W rankingu popularnego, filmowego serwisu internetowego Rotten Tomatoes, obraz posiada obecnie (2020) wysoką, 87-procentową, pozytywną ocenę „czerwonych pomidorów”.
W Polsce, pomimo nagród i nominacji jakie otrzymał oraz udziału gwiazdy światowego formatu – Richarda Burtona – film przez całe dziesięciolecia od momentu swojej premiery pozostawał obrazem praktycznie nie znanym. Alicja Helman w swoim Małym leksykonie filmów sensacyjnych z 1974 roku, chociaż dość dokładnie opisuje w nim kilkanaście brytyjskich „klasyków” kina sensacyjnego lat 50.–70. (w tym trzy filmy z serii przygód Jamesa Bonda, które również znajdowały się na „indeksie” filmów zakazanych), ledwie napomyka o nim we wstępie. Najprawdopodobniej powodem tego był wątek wschodnioniemieckich służb wywiadowczych ukazanych w filmie w sposób zdecydowanie negatywny. Dopiero po roku 1989 w literaturze przedmiotu można natrafić na wzmianki o nim. Najczęściej są one jak najbardziej przychylne, jak choćby informacja w Kronice filmu z 1995 roku, której autorzy oceniają film o wiele wyżej niż znane dzieło Hitchcocka Rozdarta kurtyna z tego samego roku.

### Nagrody i nominacje
| Rok  | Nagroda/Kapituła                    | Kategoria                                    | Nominowany                                             | Rezultat  |
| ---- | ----------------------------------- | -------------------------------------------- | ------------------------------------------------------ | --------- |
| 1966 | Oscar                               | Najlepszy aktor                              | Richard Burton                                         | Nominacja |
| 1966 | Oscar                               | Najlepsza scenografia                        | Hal Pereira, Tambi Larsen, Ted Marshall, Josie MacAvin | Nominacja |
| 1967 | BAFTA                               | Najlepszy aktor brytyjski                    | Richard Burton                                         | Nagroda   |
| 1967 | BAFTA                               | Najlepszy reżyser                            | Tambi Larsen                                           | Nagroda   |
| 1967 | BAFTA                               | Najlepsza zdjęcia                            | Oswald Morris                                          | Nagroda   |
| 1967 | BAFTA                               | Najlepszy film brytyjski                     | Martin Ritt                                            | Nagroda   |
| 1967 | BAFTA                               | Najlepsze materiały źródłowe                 | Martin Ritt                                            | Nominacja |
| 1967 | BAFTA                               | Najlepszy aktor zagraniczny                  | Oskar Werner                                           | Nominacja |
| 1966 | Brytyjskie Stowarzyszenie Filmowców | Najlepsze zdjęcia                            | Oswald Morris                                          | Nagroda   |
| 1966 | David di Donatello                  | Najlepszy aktor zagraniczny                  | Richard Burton                                         | Nagroda   |
| 1966 | Nagroda im. Edgara Allana Poe       | Najlepszy film                               | Paul Dehn, Guy Trosper                                 | Nagroda   |
| 1966 | Złoty Glob                          | Najlepszy aktor drugoplanowy                 | Oskar Werner                                           | Nagroda   |
| 1966 | Laurel Awards                       | Męska rola dramatyczna                       | Richard Burton                                         | Nagroda   |
| 1965 | National Board of Review            | Top 10                                       |                                                        | Nagroda   |
| 1966 | Amerykańska Gildia Scenarzystów     | Najlepszy amerykański scenariusz dramatyczny | Paul Dehn, Guy Trosper                                 | Nominacja |